# Epiphragma gloriolum
Epiphragma gloriolum är en tvåvingeart som beskrevs av Alexander 1936. Epiphragma gloriolum ingår i släktet Epiphragma och familjen småharkrankar. Inga underarter finns listade i Catalogue of Life.